# 加茂山公園
加茂山公園（かもやまこうえん）は、新潟県加茂市にある都市公園。

## 概要

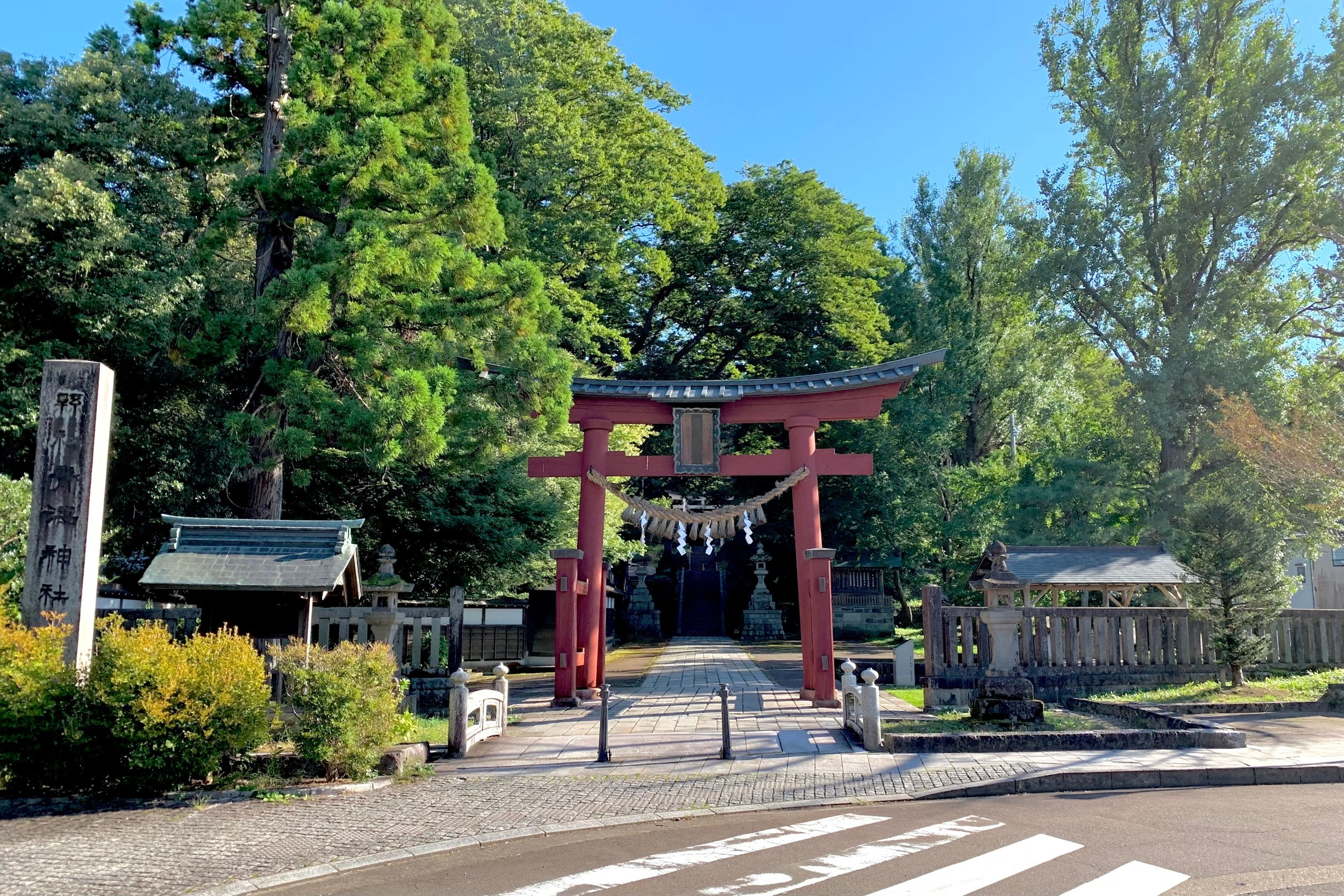
青海神社参道入口

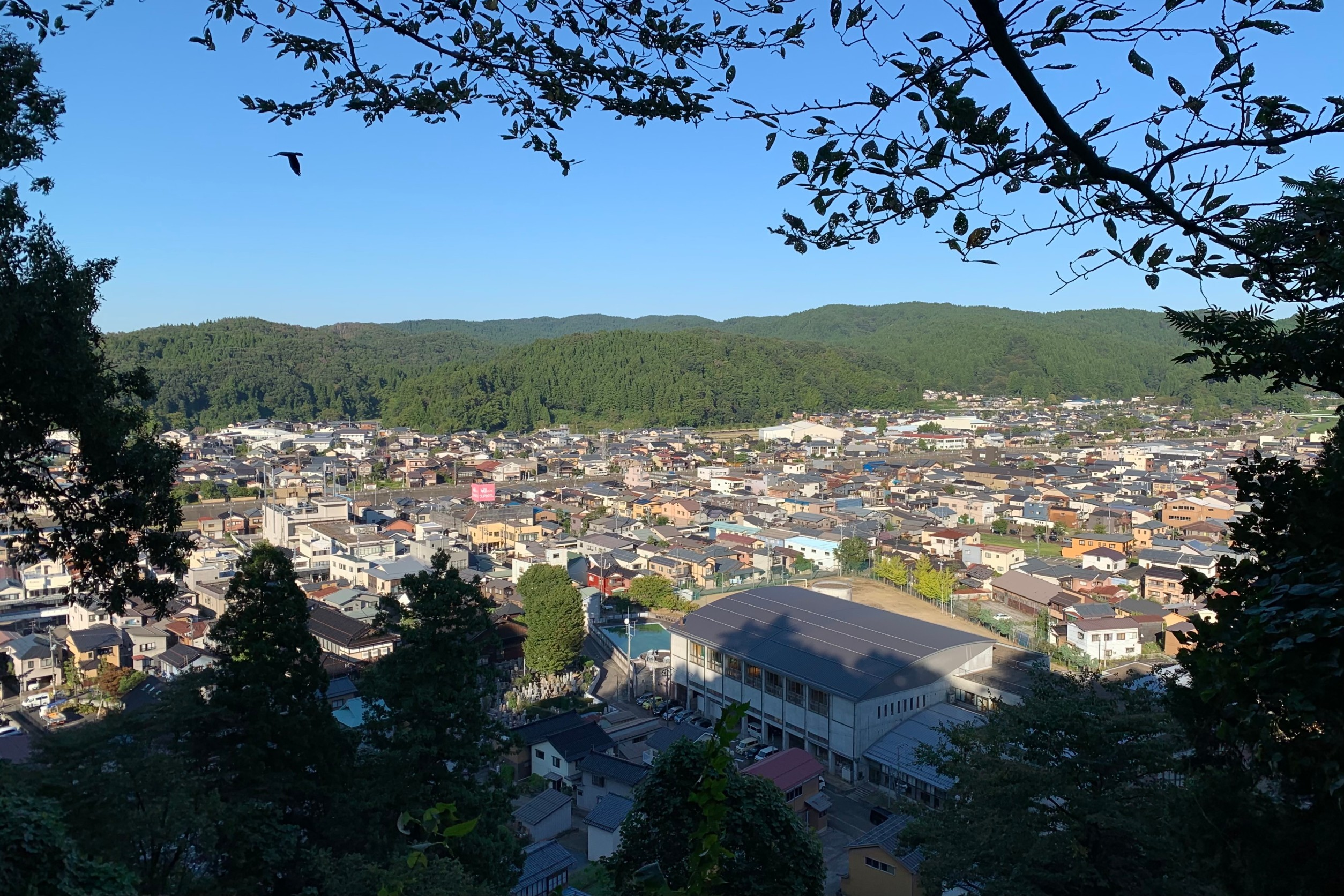
見晴台から眺めた加茂市街・加茂川方面

市街地近傍、青海神社周辺に位置する「加茂山」一帯の公園。園内にはユキツバキの群生地があるほか、リス園（1992年7月オープン）、民俗資料館、市民体育館など多数の施設がある。
園内には全長144 m、高低差32 mの滑り台「ローラースライダー」がある。
年1回開催されるJin Rock Festivalは当園を会場することが多い。
明治期に行われた神社境内地の整備が公園の始まりとも言われている。

## ギャラリー

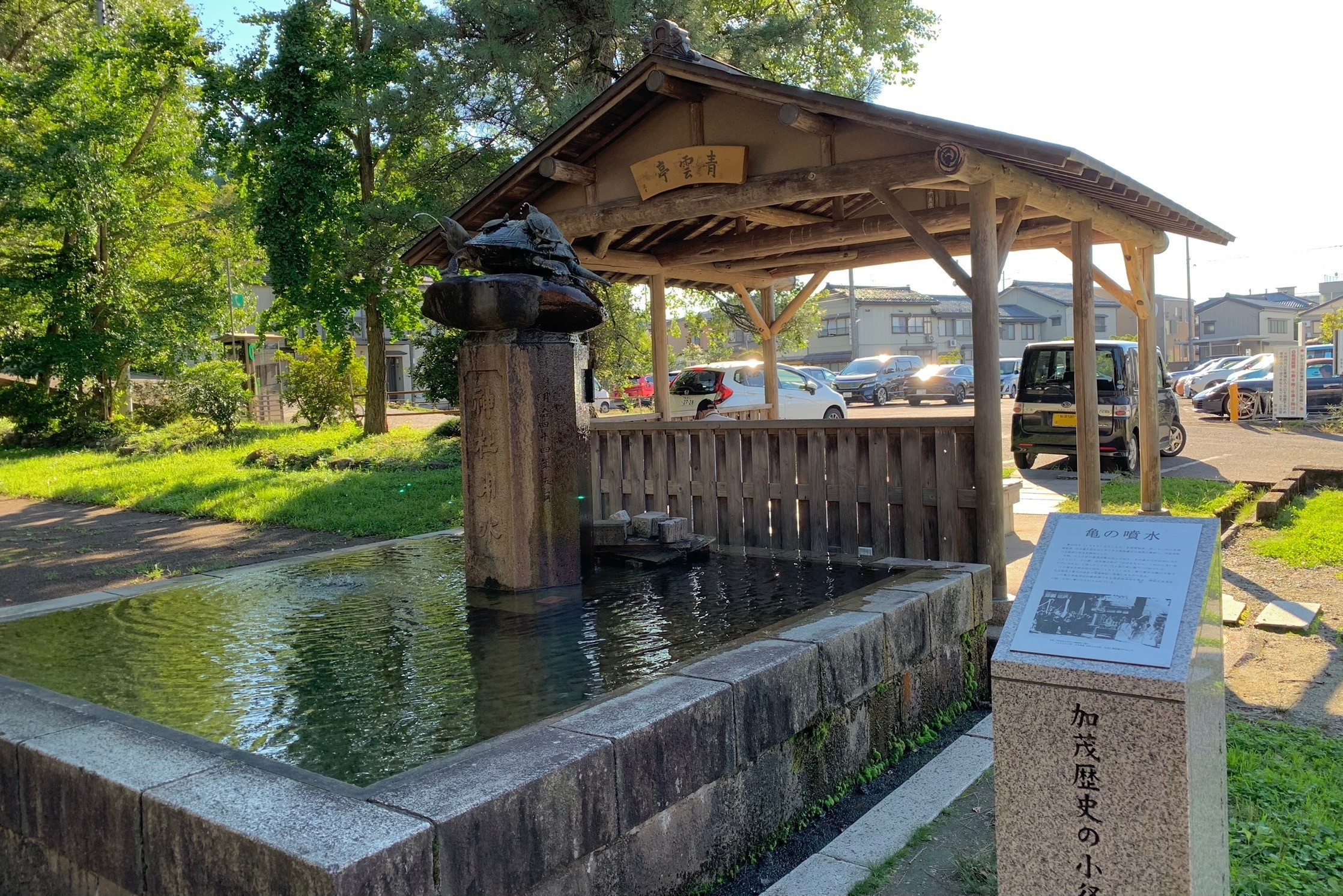
亀の噴水
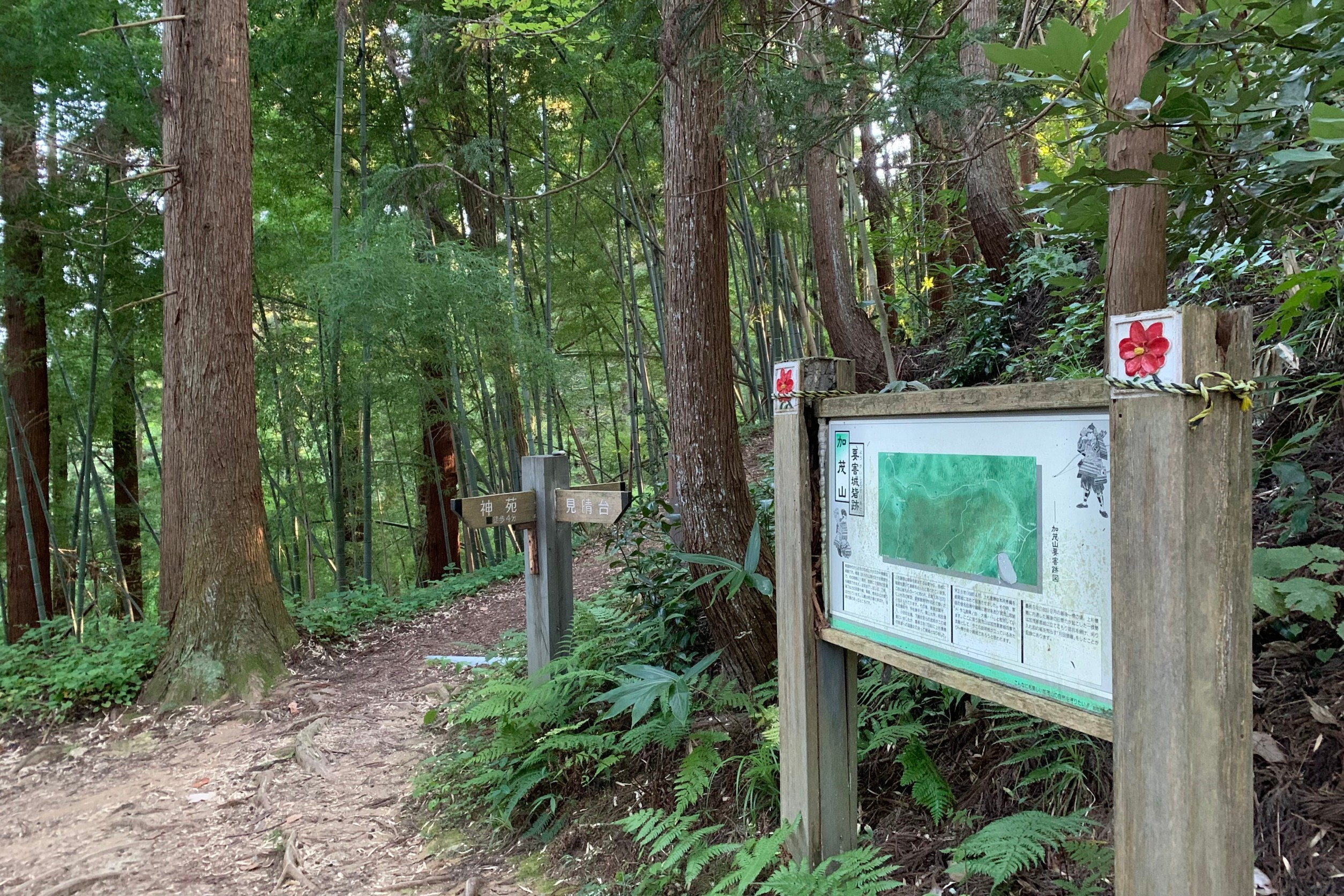
要害城砦跡
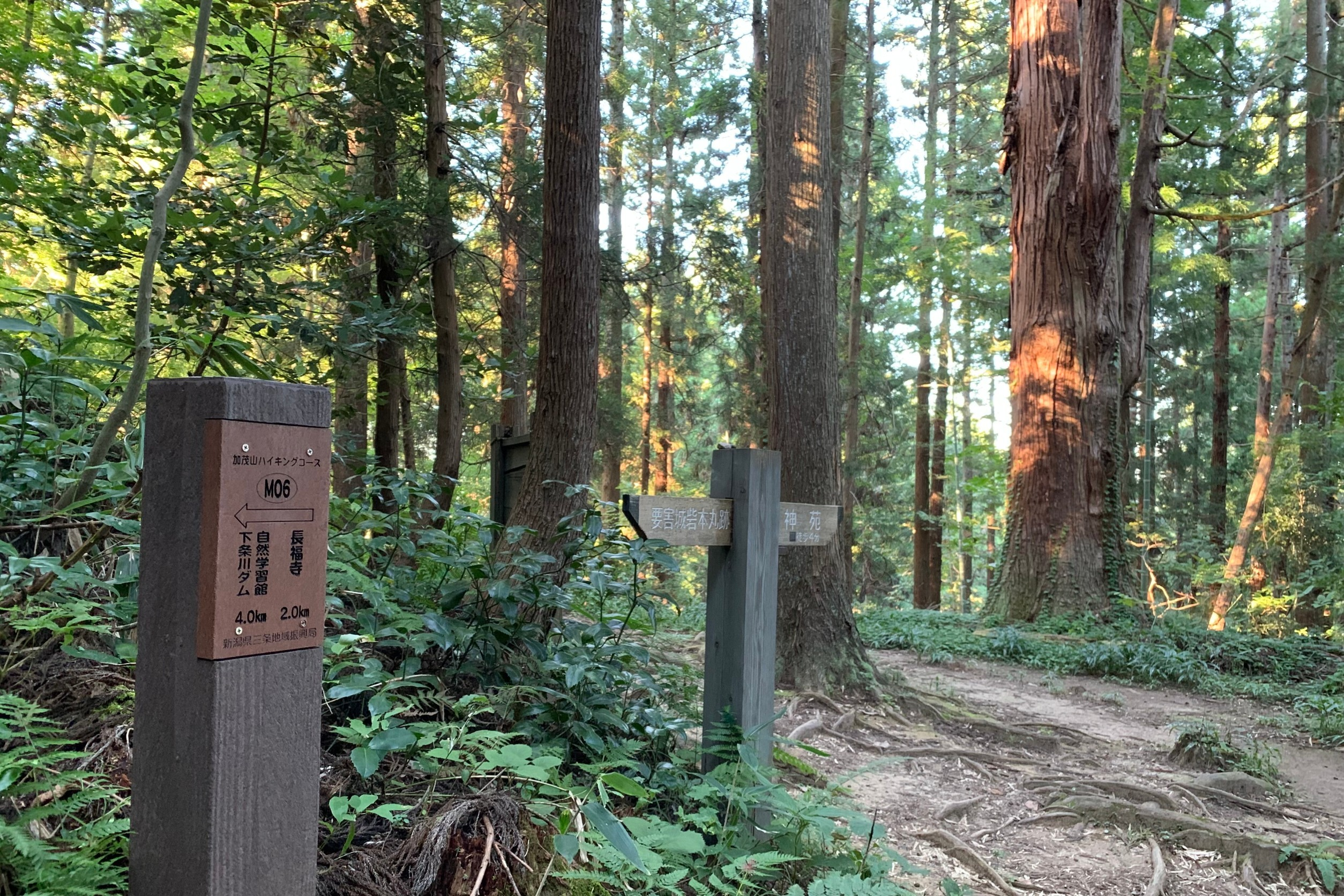
加茂山ハイキングコース
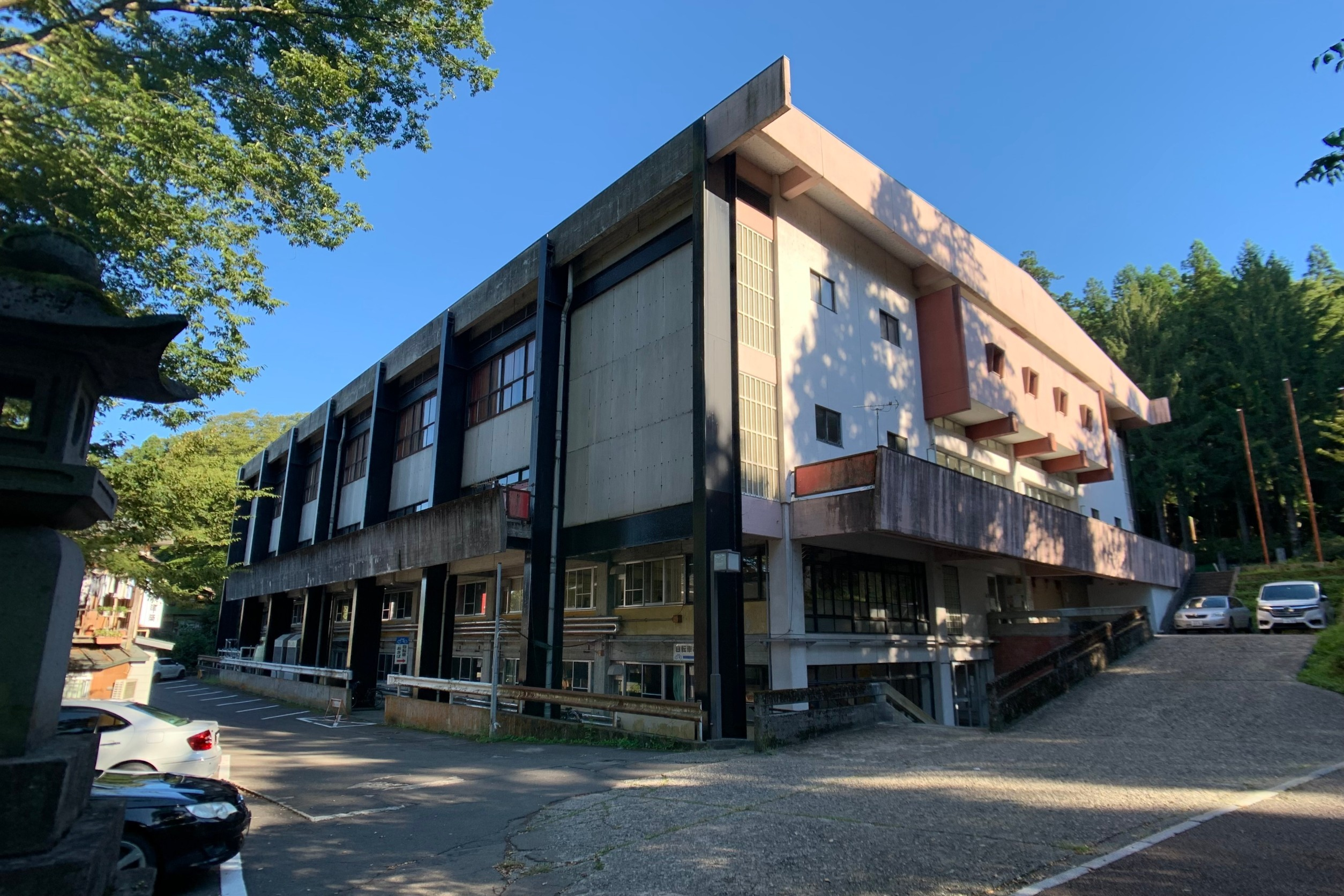
加茂市民体育館
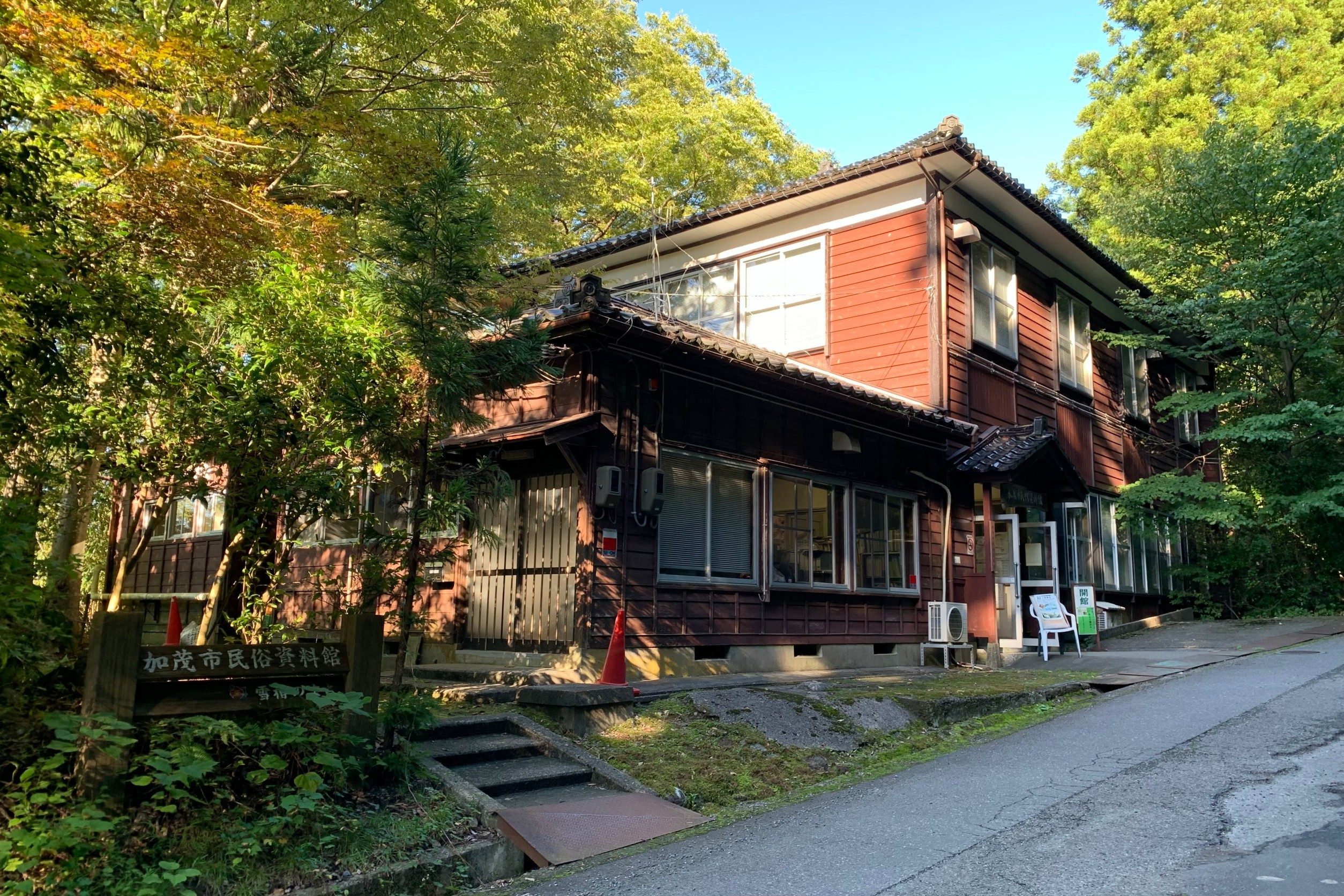
加茂市民俗資料館
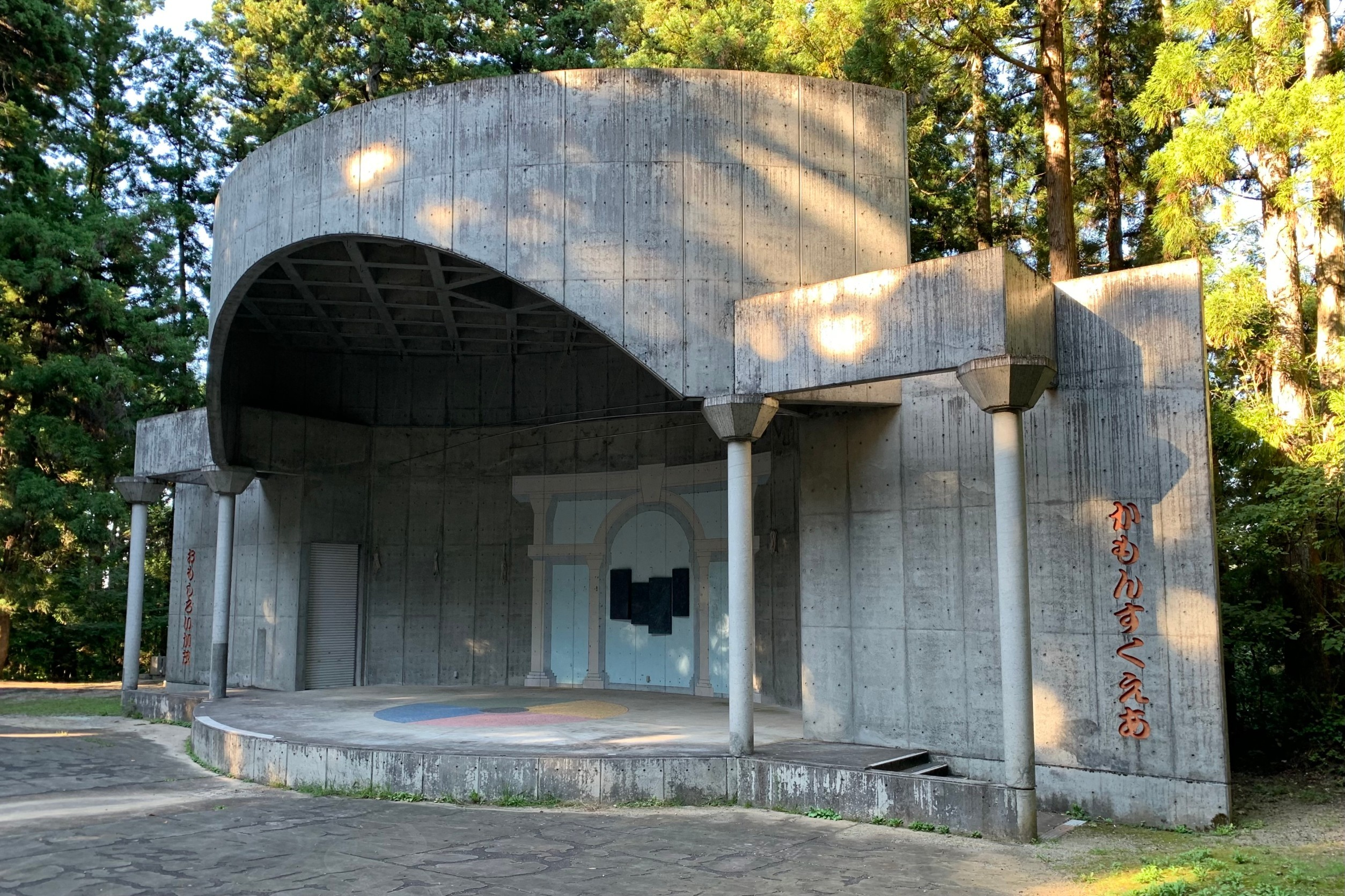
野外ステージ

## 交通アクセス
公共交通
- JR信越本線 加茂駅より東へ徒歩約5分

駐車場
- 無料駐車場があり、リス園オープン期間には臨時駐車場も設定される[5]。
  - 加茂駅のパークアンドライド需要が高いにもかかわらず駅周辺の駐車場が未整備であることから、鉄道利用者により満車となることがある[5]。